# Columbus (New Mexico)
Columbus ist eine Gemeinde im Luna County des US-Bundesstaats New Mexico. Sie liegt gegenüber von Palomas im mexikanischen Bundesstaat Chihuahua, ungefähr acht Kilometer von der mexikanisch-amerikanischen Grenze entfernt. Auf einer Gemeindefläche von 7,2 km² leben 1765 Einwohner (Stand: 2000).

## Geschichte
Columbus wurde 1891 gegründet und lag damals noch näher an der Grenze als heute. 1902 erhielt Columbus eine Bahnstation, womit auch eine Verlegung der Stadt an ihren heutigen Standort, etwa drei Meilen weiter im Norden, verbunden war. Die Stadt, deren Bevölkerungszahl auch in der Folgezeit kaum zunahm, wird von Zeitgenossen als wenig attraktiv beschrieben.
Während der Mexikanischen Revolution wurde 1916 zum Schutz der Bewohner und der amerikanischen Grenze ein Detachement des 13th Calvary Regiment in Stärke von rund 350 Mann nach Columbus verlegt. Diese waren in Camp Furlong untergebracht, das sich am südlichen Stadtrand von Columbus befand, womit die Soldaten quasi zwischen der Stadt und Mexiko standen.
Am 9. März 1916, gegen 3:30 Uhr, bezog der mexikanische Revolutionsführer Pancho Villa (1878–1923) mit bis zu 500 Mann unweit von Columbus Position. Etwa eine halbe Stunde später griffen mindestens 380 Villistas, aufgeteilt in mehrere Abteilungen, die von seinen Unterführern (Oberst) Francisco Beltrán, (Oberst) Candelario Cervantes, (General) Nicolás Fernández, (General) Pablo López und noch einigen anderen geführt wurden, die Stadt an. Villa beteiligte sich nicht am Angriff, sondern blieb mit dem Rest der Männer bei der Reserve. Der Angriff endete in einem völligen Fiasko, das die Villistas nicht nur 105 Mann an Toten, Verwundeten und Vermissten (bzw. Gefangenen) kostete, sondern ihnen auch keine nennenswerte Beute aus der Bank, an Lebensmitteln, Waffen und Pferden einbrachte. Den schweren Verlusten Villas standen auf US-amerikanischer Seite Verluste von „nur“ 10 getöteten Zivilisten und sieben oder acht Soldaten der Garnison gegenüber. Ein Teil der Stadt war von den Villistas in Brand gesteckt worden. Der Angriff war der letzte militärische Angriff auf das Territorium der USA mit Bodentruppen.
Auf Anordnung des damaligen US-Präsidenten Woodrow Wilson (1856–1924) unternahmen die Amerikaner daraufhin unter dem Befehl von General John J. Pershing (1860–1948) eine „Strafexpedition“ nach Mexiko, die das Ziel hatte, Villa und seine Männer zur Rechenschaft zu ziehen. Während der Dauer dieses Unternehmens spielte Columbus eine wichtige Rolle als Nachschubbasis für die in Mexiko eingesetzten Soldaten.
Das Ende der sogenannten Mexikanischen Expedition (englisch: Mexican Expedition) brachte für Columbus große Veränderungen mit sich. Zwar blieb Camp Furlong weiterhin in Betrieb, allerdings mit einer stark reduzierten Truppenanzahl. Schließlich entschied sich die US-Armee 1926 das Camp zu schließen, da eine Truppenpräsenz an der mexikanischen Grenze nicht mehr notwendig war. Das und die Stilllegung des Eisenbahnverkehrs nach Columbus hatten eine empfindliche Schrumpfung der städtischen Wirtschaft zur Folge, wovon sich Columbus erst Mitte der 1990er Jahre wieder zu erholen begann. Heute wird Columbus vor allem von Touristen besucht, die auf dem Weg nach Mexiko hier Station machen.